# ۶۰۴ (خورشیدی)
۶۰۴ ششصد و چهارمین سال هجری خورشیدی است.